# Kuna rybářská
Kuna rybářská (Martes pennanti, někdy též Pekania pennanti), dříve nazývaná též pekan, je středně velká lasicovitá šelma, která byla vědecky popsána roku 1777. Žije na území Severní Ameriky. Její rozšíření zabírá velkou část kanadských severských jehličnatých lesů a dosahuje do severních a západních oblastí USA. Živí se především malými a středně velkými savci, případně dalšími obratlovci, ale také rostlinnou stravou. Jako jeden z mála predátorů loví pravidelně i urzony. Rybami se tato kuna živí pouze výjimečně, své jméno získala omylem, francouzští osadníci v Kanadě jí říkali fichet "fretka", což bylo v angličtině zkomoleno na fisher "rybář".

## Popis
Jedná se o největší druh rodu kuna (Martes), velikostí srovnatelný s kočkou divokou. Je tmavě zbarvená v kombinaci hnědé a černé, případně šedé. Hlava, šíje a ramena mají stříbro-zlatý nádech. Někdy může mít světlé skvrny na hrudi, podpaží a okolo genitálií. Obecně je barva individuální. Srst se kuně rybářské mění také podle ročních období. V zimě je hustější a lesklejší, zatímco v létě dochází k línání a srst se stává skvrnitá. Hmotnost samců dosahuje 3,5–6 kg (výjimečně až 9 kg), samic asi 2–2,5 kg. Délka těla samců se pohybuje v rozmezí 90–120 cm (včetně ocasu), u samic je to 75–95 cm.
Kuna má krátké končetiny (zadní delší než přední), (polo)zatažitelné drápy, malé oválné uši a mohutný ocas. Své velmi flexibilní klouby na kotnících může otáčet až o 180°, což jí umožňuje výborně manévrovat při šplhání po stromech a lézt po kmeni hlavou dolů.
Zubní vzorec je I 3/3, C 1/1, P 4/4, M 1/2, celkem tedy 38 zubů. Horní špičáky dosahují délky asi 15 mm u samců a 12 mm u samic.

Kuna rybářská šplhající po stromě

## Biologie

### Chování
Ačkoliv se jedná o zdatného lezce po stromech, tráví kuna rybářská většinu života na zemi. Ráda se pohybuje po spadlých kmenech. Je to samotářské a teritoriální zvíře, jenž je nejaktivnější za soumraku a svítání. Velikost teritoria se pohybuje od 2 do 39 km². Výjimečně může jít až o 50 km². Dokáže překonat velké vzdálenosti, byly zaznamenány příklady, kdy ušla 90 km za 3 dny. Odpočívá v dutinách stromů, hromadách klestí, mezerách v suti, prohlubních v zemi či norách po jiných savcích.

### Potrava
Je to všežravec, který loví malé a středně velké živočichy (savce, ptáky, plazy, hmyz), konzumuje ale také ovoce, ořechy a houby. Její nejdůležitější kořistí jsou zajíci měniví a urzoni, které zabíjí opakovaným kousáním do hlavy. Nevyhýbá se ani mršinám, v Britské Kolumbii byla pozorována při požírání lososů uhynulých po vytření. Samci loví častěji větší a nebezpečnější kořist (urzony, skunky, lišky, mývaly) než samice, které dávají přednost zajícům a dalším menším živočichům. Někdy si kuna troufne na vskutku nebezpečnou kořist v podobě rysa kanadského a červeného nebo i mladého vlka. U rysů napadá obvykle mladé jedince, nejčastěji ve spánku, a zabíjí je prokousnutím šíje. V Maine bylo v letech 1999 až 2011 zaznamenáno, že 14 z 18 rysů, kteří zde zahynuli v důsledku predace, měla na svědomí právě kuna rybářská.
Navzdory svému jménu se rybami zpravidla neživí, ale využít může období tření, kdy je schopná rybu ukořistit. K ne moc výstižnému pojmenování (v angličtině fisher) došlo nejspíše omylem. Nejpravděpodobněji se jednalo o záměnu s tchořem tmavým, jehož kožešina byla Holanďany nazývána visse a Francouzi fiche, ficheus či fichet a tyto výrazy byly následně převzaty to angličtiny a použity na kunu. Je rovněž možné, že kuny často chodily na pasti opatřené rybími návnadami, případně vyhrabávaly ryby používané jako hnojivo.

### Rozmnožování, dožití, predace
K páření dochází na jaře, ale mláďata se rodí až následující jaro. Jako mnoho jiných lasicovitých šelem má i kuna rybářská období tzv. odložené nidace, kdy se oplodněné vajíčko nevyvíjí. To trvá asi 10 měsíců. Skutečná doba březosti je 50 dní. Počet mláďat ve vrhu je maximálně 6 a v průměru 2 až 3. Mláďata se osamostatňují asi po půl roce života. Pohlavní dospělost nastává nejdříve po jednom a obvykle až po dvou letech. Doba dožití ve volné přírodě bývá okolo 7 let, v zajetí až 10. 
Promoření parazity není zřejmě příliš velké. Úmrtnost je nejčastěji antropogenická, případnými predátory především mladých jedinců kuny rybářské jsou pumy, rosomáci, kojoti a někdy i rysi, lišky a orli.

## Lov, ohrožení
Od 18. století byla kuna rybářská lovena pro svoji kožešinu. Ta byla tak žádaná, že se druh na počátku 20. století ocitl na pokraji vyhynutí. Od 2. poloviny 20. století se pomalu vrací do míst svého původního výskytu, ačkoliv je stále legálně lovena.
Mezinárodní svaz ochrany přírody hodnotí druh jako málo dotčený s odůvodněním, že je široce rozšířený, žije v množství chráněných území a v posledních dekádách se populace vzpamatovala z dřívějšího intenzivního lovu. Jako hlavní hrozby udává ztrátu stanovišť a lov.